# Aruá-do-mato
O aruá-do-mato (nome científico: Megalobulimus oblongus) é uma espécie de molusco gastrópode da família dos estrofoqueilídeos (Strophocheilidae) e subfamília dos megalobulimíneos (Megalobuliminae). É endêmico da América do Sul.

## Descrição
A casca do aruá-do-mato pode variar em cor de marrom, bronzeado e rosa. Não há marcas de cor na casca por dentro. Pode crescer até 70-100 milímetros, com cinco a seis espirais. A abertura (boca) e os lábios dos adultos desta espécie são rosados. O umbigo é coberto pela columela. Esta espécie é muito semelhante em aparência ao caramujo-gigante-africano (Lissachatina fulica), porém as diferenças óbvias incluem:
- O verticilo logo acima do verticilo do corpo tem uma protuberância característica e a columela do caramujo-gigante-africano é truncada.
- O corpo do animal tem textura macia e gelatinosa, quando comparado ao toque mais coriáceo dos acatinídeos.
- Menos muco é produzido.
- A concha do aruá-do-mato é branca, enquanto a do caramujo-gigante-africano é marrom.
- Na cabeça, parte da boca, tem "frodas" (pequenas protuberâncias de cada lado) que o caramujo-gigante-africano não tem.

## Distribuição e habitat
O aruá-do-mato tem ampla distribuição na América do Sul, tendo sido relatada sua presença no Brasil, Uruguai, Paraguai, Colômbia, Argentina e Venezuela (país onde é comumente conhecido como guacará ou guarura). Além disso, foi relatado no Caribe, nas ilhas de Barbados e Jamaica. Habita florestas tropicais em áreas com solo úmido, embaixo de troncos caídos, folhas em decomposição (serapilheira), frestas de muros, arbustos e húmus.

## Ecologia
O aruá-do-mato é herbívoro e se alimenta de plantas e algas. Tem hábitos noturnos, estando ativo sobretudo à noite. É mais comumente avistado em dias de chuva ou com neblina, se deslocando sobre gramados nas primeiras horas do dia. Atinge a maturidade sexual após os três anos e deposita uma dúzia de ovos de 27 a 30 milímetros. Os ovos eclodem de quatro a cinco semanas.

## Estado de conservação
Não há informações suficientes sobre seu estado de conservação, pois a União Internacional para a Conservação da Natureza (UICN / IUCN) não possui informações atualizadas devido à falta de estudos. Em 2007, o aruá-do-mato foi classificada como em perigo na Lista de espécies de flora e fauna ameaçadas de extinção do Estado do Pará; e em 2018, com a rubrica de "dados insuficientes" na Lista Vermelha do Livro Vermelho da Fauna Brasileira Ameaçada de Extinção do Instituto Chico Mendes de Conservação da Biodiversidade (ICMBio).